# Pàmies
|  | Aquest article tracta sobre la ciutat francesa. Vegeu-ne altres significats a «Pàmies (desambiguació)». |

Pàmies (en occità Pàmias; la forma oficial francesa és Pamiers) és un municipi sota l'estat francès, situat al departament de l'Arieja, a Occitània; és cap d'una sotsprefectura, i és travessat pel riu Arieja. L'any 1999 tenia 13.417 habitants.
La llegenda atribueix la població de la regió a Frederic, fill del rei visigot Teodoric I, el nucli poblacional es va dir Fredelàs. Frederic va governar la regió i va deixar-la al seu fill Antoní, que es va fer catòlic i fou assassinat pels arrians vers el 507, allí on va morir es va fundar l'abadia de Sant Antoní (esmentada el 961 dC); en un pariatge que es va fer entre l'abat i el comte de Foix es parla del castell de Pàmies (Castrum Apamie), nom donat per haver estat el comte a Apamea, a l'Àsia Menor. Així, la gent del país eren anomenats apameus.
Fou seu d'un bisbat fundat el 1295 (segregat de Tolosa), en què van destacar els bisbes de Caulet (1645-1680), de la Régale (1680-1693) i de Verthamon (1693-1735). El bisbat fou suprimit el 1801. És seu de sotsprefectura des del 1790.

## Personatges il·lustres
- Sant Antoní de Pàmies
- Claire Lacombe (1765 - ?), actriu i activista feminista i revolucionària
- Gabriel Fauré, compositor